# 후한 (오대)
후한(後漢, 947년 ~ 951년)은 중국 오대십국 시대 오대의 네 번째 왕조로서, 건국자인 유지원은 돌궐 사타부 출신인 후진 황제 석경당의 부장이었다. 유씨란 성씨 때문에 국호를 한(漢)이라고 하였다. 수도는 개봉부였다. 1세기 광무제에 의해 세워진 한나라도 후한이라 불렀으나, 이를 구별하기 위해 중국에서는 광무제의 한나라는 동한(東漢)이라 부르고, 오대의 후한은 후한이라 부르면서 구별하기도 한다.

## 역사
후진이 요나라(거란)에게 멸망할 때 후진을 섬기며 진양에 주둔하던 하동절도사 유지원은 후진을 돕지 않고, 형세를 관망하다가 요나라군이 돌아간 뒤 개봉부에 입성해 948년 그곳에서 황제가 되어 국호를 한(漢)이라 칭하고 후진을 대신해 왕조를 열었다. 그 후 유지원은 낙양을 점령하고 중원을 지배하여 오대의 명맥을 이어간다. 
요나라군이 유지원과 전투를 벌이지 않은 이유는 요나라가 개봉부의 통치에 실패하여 거란인 병사들이 북쪽으로 돌아가기를 원하였고, 또한 요나라의 남진은 후진에 대한 징벌과 약탈이 목적이었기에 유지원의 군대와 싸울 의미가 없었던 것이 아닌가 생각된다.
그 후 유지원이 10개월 만에 죽고, 차남 유승우가 황제가 되어 유지원의 묘호를 고조라 하였다(은제). 은제 때는 내분이 잇따라 일어나 천하가 어지러웠다. 이에 노장 곽위(후주 태조)가 모두 진압하였다. 
젊은 은제는 자신의 권력을 강화하기 위해, 재상 추밀사 양빈·삼사사 왕장·대장 사홍조 등을 비롯한 여러 중신들을 제거하였고, 자신에게도 위험이 닥치는 것을 느낀 곽위는 분노하여 위주에서 군사를 일으켜 은제를 공격했다. 곽위의 군이 카이펑에 육박하던 도중 950년 은제는 곽윤명(郭允明)에게 살해당한다. 
중원 근처에서는 유지원의 두 동생 유숭과 유신, 그리고 유숭의 장남 유윤(유지원의 조카로. 한때 유지원의 신임을 받아 그의 양자가 됐었다)이 세력을 키우고 있었다. 곽위는 일단 유윤을 옹립하였으나, 부하들의 추대로 스스로 제위에 올라 후주를 건국하였다. 
후주가 건국되면서 불필요한 존재가 된 유윤을 살해하자, 그의 아버지였던 유숭이 분노하여 자신이 하동절도사로 있던 진양에서 자립하여 10국 중 하나인 북한을 세웠다. 북한은 후주를 대신한 송나라에 멸망할 때까지 지속되었다. 
이렇게 유지원이 세운 오대의 정통왕조 후한(後漢)은 2대 2년이란 오대 중 최단명 왕조로써 막을 내리고, 그 뒤는 오대의 마지막 왕조 후주가 잇게 된다. 그 후, 후주가 망하자, 송나라가 세워져 십국을 차례로 멸하니, 북한도 이때 사라졌다. 이로서 송나라는 마침내 중국을 통일하였고(단, 연운 16주를 포함한 화북지방 북부 지역은 요나라의 치하에 있었다), 돌궐계 사타부가 세운 유(劉)씨 왕조는 사라진다.

## 역대 황제
| 대수           | 묘호                            | 시호                                    | 휘             | 연호                              | 재위 기간     | 능호       |
| -------------- | ------------------------------- | --------------------------------------- | -------------- | --------------------------------- | ------------- | ---------- |
| -              | 한 문조 (漢文祖) (한 고조 추숭) | 명원황제 (明元皇帝)                     | 유단(劉湍)     | -                                 | -             | 의릉(懿陵) |
| -              | 한 덕조 (漢德祖) (한 고조 추숭) | 공희황제 (恭僖皇帝)                     | 유앙(劉昻)     | -                                 | -             | 패릉(沛陵) |
| -              | 한 익조 (漢翼祖) (한 고조 추숭) | 소헌황제 (昭獻皇帝)                     | 유선(劉僎)     | -                                 | -             | 위릉(威陵) |
| -              | 한 현조 (漢顯祖) (한 고조 추숭) | 장성황제 (章聖皇帝)                     | 유전(劉琠)     | -                                 | -             | 숙릉(肅陵) |
| 제1대          | 한 고조 (漢高祖)                | 예문성무소숙효황제 (睿文聖武昭肅孝皇帝) | 유지원(劉知遠) | 천복(天福) 947년 건우(乾祐) 948년 | 947년 ~ 948년 | 예릉(睿陵) |
| 제2대          | -                               | 은황제 (隱皇帝)                         | 유승우(劉承祐) | 건우(乾祐) 948년 ~ 950년          | 948년 ~ 950년 | 영릉(潁陵) |
| 제3대 (비정통) | -                               | - (상음공<湘陰公>)                      | 유윤(劉贇)     | -                                 | 950년 ~ 951년 | -          |